# Giovanni Battista della Concezione
Giovanni Battista della Concezione, al secolo Giovanni Garcia Xixon (Almodóvar del Campo, 10 giugno 1561 – Cordova, 14 febbraio 1613), è stato un religioso spagnolo, fu il riformatore dell'ordine dei Trinitari. È venerato come santo dalla Chiesa cattolica.

## Biografia
Era il quinto degli otto figli di Marco Garcia Xixon ed Elisabetta Lopez Rico.
Dopo l'infanzia trascorsa in famiglia dove riceve la prima educazione, frequenta le scuole di grammatica e di filosofia che i Carmelitani tenevano nel suo paese. Nel giugno del 1576 Teresa d'Avila, che era parente dei Garcia, rimase alcuni giorni presso la famiglia ed ebbe modo di conoscere Giovanni, e predisse alla madre che il figlio sarebbe diventato santo.
Dopo aver frequentato le università di Baeza e Toledo entra nell'Ordine della SS. Trinità. L'ordine era stato fondato quattrocento anni prima da Giovanni de Matha per la redenzione degli schiavi. Durante il noviziato continua gli studi presso l'università di Alcatà tra il 1581 e il 1584. Viene ordinato sacerdote nel 1589. Nel 1594 il capitolo dei Trinitari decise che in tutte le province dell'ordine venissero fondati due o tre conventi che vivessero la regola, come era stata scritta quattro secoli prima, quindi con i frati che vestivano abiti più grossolani e osservavano la regola primitiva alla lettera, questi frati venivano chiamati Trinitari Recollatti. Giovanni Battista, che in quel tempo era stato nominato predicatore maggiore di Siviglia, pur desiderando di entrare sotto questa regola esita in particolare per motivi di salute e per la fama che nel frattempo si era guadagnato come predicatore.
Nel 1596 prende la decisione ed entra nel convento dei recollatti di Valdepenas. Pochi mesi dopo è nominato ministro del convento. Sotto la sua guida si reintrodusse la regola originale che non ammetteva l'uso delle carni ed esigeva dai religiosi sei ore di orazione al giorno, queste scelte radicali di vita povera e austera spaventarono i religiosi e quasi tutti abbandonarono il convento. Il santo non si scoraggiò e si consolò dicendo: «Questa religione non è mia, ma di Dio. Se molti vanno via, Egli chiamerà e attirerà altri». Decide allora di recarsi a Roma per chiedere direttamente a papa Clemente VIII la riforma dell'ordine. Il 20 agosto 1599 ottenne dal pontefice il Ad militantis Ecclesiae con cui veniva approvata e fondata la "Congregazione dei fratelli riformati e scalzi dell'Ordine della Santissima Trinità", istituita per osservare la Regola di san Giovanni de Matha, in tutto il suo rigore. Tornato a Valdepenas iniziò il noviziato con il nome di "Fra Giovanni Battista della Concezione". Introdotta immediatamente la nuova regola, dopo pochi giorni ben sedici nuovi fratelli si unirono a lui per abbracciare una vita di maggior perfezione. Il nuovo ramo dell'ordine, per poter ottenere l'indipendenza dall'ordine principale detto dei Trinitari Calzati, doveva possedere almeno otto conventi che vivessero la riforma sotto il nome di Trinitari Scalzi. In pochi anni egli prodigandosi in molti sforzi e viaggi e aiutato da molti laici, riuscì nell'intento e nel 1605 fondava a Valladolid il suo ottavo convento. Alla sua morte i conventi riformati saranno 18 di religiosi e 1 di religiose. Oltre all'attività di fondatore di conventi fu in questi ultimi anni anche produttore di testi di mistica religiosa.

## Culto
Fu proclamato beato da papa Pio VII il 21 settembre 1819 e santo da papa Paolo VI il 25 maggio 1975.
Nel Martirologio Romano si legge il suo elogio alla data del 14 febbraio.
(Martirologio Romano)

## Fonti
- Biografia sul sito Pagine cattoliche, su paginecattoliche.it (archiviato dall'url originale il 27 settembre 2007).